# Yaowapa Boorapolchai
Yaowapa Boorapolchai, född den 6 september 1984 i Bangkok, är en thailändsk taekwondoutövare.
Hon tog OS-brons i flugviktsklassen i samband med de olympiska taekwondo-turneringarna 2004 i Aten.